# تیم دوچرخه‌سواری کاستوراما
تیم دوچرخه‌سواری کاستوراما (فرانسوی: Castorama‎) یک تیم دوچرخه‌سواری در کشور فرانسه بود.
این تیم در سال ۱۹۹۰ تأسیس و در سال ۱۹۹۵ منحل شد.